# Melinapadaravalli, Tirthahalli
Melinapadaravalli là một làng thuộc tehsil Tirthahalli, huyện Shimoga, bang Karnataka, Ấn Độ.